# Villa del Conte
Villa del Conte là một đô thị thuộc tỉnh Padova vùng Veneto, located about 40 km northvề phía tây của Venezia và cách khoảng 20 km về phía bắc của Padova. Tại thời điểm ngày 31 tháng 12 năm 2004, đô thị này có dân số 5.249 người và diện tích 17,3 km².
Villa del Conte giáp các đô thị: Campo San Martino, San Giorgio in Bosco, San Martino di Lupari, Santa Giustina in Colle, Tombolo.